# TSR, Inc.
TSR, Inc. — американская компания, занимавшаяся изданием настольных игр, в частности «Dungeons & Dragons». Компания была основана под названием Tactical Studies Rules в 1973 году Гэри Гайгэксом и его другом детства Доном Кэем для выпуска D&D, которую не хотели издавать другие издатели. Штаб-квартира компании располагалась в родном городе Гайгэкса, Лейк-Дженива в штате Висконсин. В 1997 году TSR, Inc. была куплена компанией Wizards of the Coast, продолжившей выпуск D&D под своим именем.
Компания занималась выпуском продукции под маркой Dungeons & Dragons, других настольных ролевых игр, настольных варгеймов, коллекционных карточных игр и прочих настольных игр, издавала журналы, комиксы и художественные романы в жанрах фэнтези и научной фантастики. По лицензии TSR, Inc. выпускались компьютерные игры и мультипликационный сериал.

## История
В начале 1970-х годов любители варгеймов, Гэри Гайгэкс и Дэйв Арнесон, разработали совершенно новый тип игры — настольную ролевую игру Dungeons & Dragons. Однако найти издателя для своего детища они не смогли. Тогда в 1973 году Гайгэкс со своим другом детства Доном Кэем основали собственную издательскую компанию Tactical Studies Rules (сокращённо TSR). Первой штаб-квартирой компании был подвал дома Гайгэкса в Лейк-Женеве. Каждый из партнёров вложил в предприятие по тысяче долларов, но этой суммы для издания правил Dungeons & Dragons оказалось недостаточно, поэтому из опасений, что другие издательства выпустят похожие проекты раньше них, Гайгэкс и Кей пригласили в 1974 году Брайана Блума в качестве третьего партнёра. Это позволило в январе того же года выпустить Dungeons & Dragons в виде коробочного набора. Первый тираж в 1000 копий, продававшихся за 10 долларов (за дополнительные 3,5 доллара прилагалась нестандартная двадцатигранная игральная кость), разошёлся менее чем за год.

## Продукция

### Настольные ролевые игры
- Alternity (1998)
- Amazing Engine (1993)
- Boot Hill (1975)
- Buck Rogers Adventure Game (1993)
- Buck Rogers XXVc (1988)
- Conan supplements for the Advanced Dungeons & Dragons rules system: Conan Unchained! (1984) and Conan Against Darkness! (1984)
- Conan Role-Playing Game (1985)
- Dragonlance: Fifth Age (Saga System) (1996)
- Dragonstrike (board game and VHS tutorial) (1993)
- Dungeons & Dragons (1974)
- Empire of the Petal Throne (1975)
- Gamma World (1978)
- Gangbusters (1982)
- Indiana Jones (1984)
- Marvel Super Heroes (1984)
- Marvel Super Heroes Adventure Game (Saga System) (1998)
- Metamorphosis Alpha (1976)
- Star Frontiers (1982)
- Top Secret (1980) and Top Secret/S.I.

### Тактические настольные игры
- A Gleam of Bayonets (on the Battle of Antietam)
- A Line in the Sand (on the Desert Shield and Desert Storm Campaigns 1990-91)
- Battle of Britain (on the Battle of Britain 1940-41)
- Battlesystem (1985)
- Cavaliers and Roundheads (1973)
- Chainmail (1975)
- Classic Warfare (1975)
- Divine Right (1979)
- Don't Give Up The Ship! (1975)
- Fight in the Skies (1975) (later renamed Dawn Patrol)
- Gammarauders
- The Hunt for Red October (board game) (1988)
- Little Big Horn (1976)
- Panzer Warfare (1975)
- Red Storm Rising (1989)
- Sniper! Second Edition (1986)
- Star Probe (1975)
- Tractics (1975)
- Tricolor (1975)
- Warriors of Mars (1974)
- Wellington's Victory
- William the Conqueror (1976)
- Cordite & Steel (1977)

### Другие игры
- All My Children (board game)
- Attack Force (microgame)
- The Awful Green Things From Outer Space (board game, 1979)
- Blood Wars (collectible card game, 1995)
- Buck Rogers - Battle for the 25th Century (board game, 1988)
- Chase (board game)
- Crosse (board game)
- Dragonlance (board game)
- Dragon Strike ( board game, 1993)
- Dragon Dice (collectible dice game)
- Dungeon! (1975)
- Dungeon Fantasy (1989)
- Elixir (board game)
- Endless Quest gamebooks (1982)
- Escape From New York (1981) (board game)
- Fantasy Forest (1980) (board game)
- 4th Dimension (board game)
- The Great Khan Game (card game)
- HeartQuest (game book series)
- Honeymooners Game (board game, 1986)
- Icebergs (microgame)
- Kage (board game)
- Knights of Camelot (board game)
- Maxi Bour$e (board game)
- Party Zone: Spy Ring Scenario (party game)
- Perry Mason (board game, 1987)
- Remember the Alamo (microgame)
- Revolt on Antares (microgame, 1980)
- Saga (microgame)
- Spellfire (collectible card game, 1994)
- SnarfQuest (game book series) (1983)
- Snit's Revenge (boardgame) (1977)
- Steppe (board game)
- They've Invaded Pleasantville (microgame)
- Vampyre (microgame)
- Viking Gods

### Периодические издания
- Amazing Stories
- Dragon
- Dungeon Adventures
- Imagine (AD&D magazine)

### Комиксы
- 13:Assassin
- Agent 13: The Midnight Avenger
- Birthright: The Serpents Eye
- Buck Rogers Comic Module
- Dragonlance Fifth Age
- Dragonlance Saga
- Fineous Fingers Collection
- Forgotten Realms
- Intruder Comics Module
- Labyrinth of Madness
- R.I.P. Comics Module
- Snarfquest Collection
- Spelljammer
- Warhawks Comics Module

### Фантастика
В 1984 году TSR начала публиковать художественные романы, основанные на своих играх. Большинство D&D сеттингов имеют свою серию романов. Наиболее известные серии, Dragonlance и Forgotten Realms, включают более сотни художественных книг.